# Синягивка
Синягивка (укр. Синягівка) — село в Збаражской городской общине Тернопольского района Тернопольской области Украины.
Код КОАТУУ — 6122487802. Население по переписи 2001 года составляло человек.
До 2020 года входило в Збаражский район.

## Географическое положение
Село Синягивка находится на расстоянии до 2-х км от сёл Синява, Высшие Лубянки и Диброва.
К селу примыкает лесной массив (граб).

## История
- 2006 год — село восстановлено, ранее оно было присоединено к селу Синява.